# 2019年2019冠状病毒病疫情时间轴
本文记录了2019年严重急性呼吸道综合征冠状病毒2型的年表和流行病学。
严重急性呼吸道综合征冠状病毒2型是导致2019年冠状病毒病和COVID-19大流行的罪魁祸首。
2019年12月，中国湖北武汉发现了已知的首例COVID-19人类病例。这标志着2019-2020年COVID-19在中国大陆爆发的开始。

## 未经证实的早期病例报告
2020年9月的一份综述指出，根据包括11月和12月法国和意大利的肺炎病例数和放射学检查的推测证据，COVID-19感染有可能在2019年已经扩散到欧洲。
意大利、法国和美国的一些医疗和环境分析结果表明，该病毒在2019年12月之前的几周就已流行。世卫组织的一份报告指出 "研究结果未得到证实，所用方法未标准化，血清学检测可能存在非特异性信号"。报告敦促进一步调查这些潜在的早期事件。

## 10月和11月
2020年3月13日，《南华早报》报道称，首例 COVID-19 感染病例可追溯到11月17日一名55岁的湖北居民。

## 12月1日
指示病例（即零号病人）的症状始于12月1日。这名男子没有去过华南海鲜批发市场。截至1月2日，他的家人未受影响，也未发现他与其他实验室确诊病例之间存在流行病学联系。

## 12月8日

### 首批住院患者
这是武汉市卫生委员会和世卫组织于2020年报告的首批41名经检测后确诊为 COVID-19 阳性的患者的发病情况.

## 12月10日
12月10日，又有三个病例开始出现症状，后经实验室确诊。之所以知道这些病人，是因为他们于12月16日住院，因此对他们进行了采样。化验结果证实，这三人中有两人没有直接接触过华南海鲜市场，另一人接触过华南海鲜市场。

## 12月15日
后来经实验室确诊的第五个和第六个病例于 12 月 15 日首次出现症状。两名患者都直接接触过华南海鲜市场.

## 12月16日
截至2020年2月, 后来经实验室确诊的第五个和第六个病例于12月15日首次出现症状。两名患者都直接接触过华南海鲜市场。

## 12月24日
一个悬而未决的临床病例引发了首次科学参与：一份支气管肺泡灌洗液（BAL）样本从武汉市中心医院寄往广州微远基因科技有限公司（Vision Medicals）。

## 12月27日

### 首例新型疾病报告
据2020年2月的新闻报道--《工人日报》、《环球时报》--在湖北省中西医结合医院，医生张继先报告后，医院立即向当地疾控中心--武汉市江汉区疾病预防控制中心上报，然而，中国疾控中心2020年1月22日的报告似乎声称这次解除是在 12 月 29 日。

## 12月29日
这一天和前一天，湖北省中西医结合医院接诊了三例类似病例，均与海鲜市场有关。卫生部门接到通知后，"传染病定点医院"武汉市金银潭医院的医疗专家赶来，转运了7名患者中的 6 名。
湖北省中西医结合医院行政部门召集了一个跨部门的医生小组，其结论是病例不寻常，需要特别关注，同时还了解到该市有两例类似病例，决定将调查结果上报市级和省级卫生部门、武汉市卫生委员会和湖北省卫生委员会。
武汉市疾病预防控制中心的工作人员还发现了与该市场有类似症状的其他患者。

## 12月30日
武汉市中心医院收到北京博奥医学检验所的报告，称他们的样本（12月27日获得）中含有 SARS 冠状病毒。当时，该检验所只获得了简短的部分序列，并迅速与微远基因 (Vision Medicals) 分享了该序列，因此微远基因可以确认该序列为 SARS-CoV-2，即与他们3天前获得的序列大致相同，并且与原始的 SARS 冠状病毒距离相对较远。
财新网援引李文亮的社交媒体账号称，武汉市中心医院有7例SARS病例，均与华南海鲜批发市场有关。

### 首批官方信息
武汉市卫健委向其下属机构发送了一份纸质信息，其中包含应对可能爆发的传染性肺炎的指导原则。同一天，两份扫描件还被传到了社交媒体平台--微博 QQ 上。
- 主管医生应严守纪律，建立专门的团队单位。
- 普通工作人员必须提高警惕，尤其要留意有传染性肺炎症状的病人。
- 必须不断收集统计材料，并送交武汉市卫生委员会和湖北省卫健委。
- 有关传染性肺炎患者症状的上一周统计材料，请于本日 4 时前送至武汉市卫健委员。
- 未经授权人员许可，任何人不得传播有关医疗救治的信息[17][18]。

### 首批国际警报
2006 年成立的国际疾病追踪网站 FluTrackers 于12月30日在互联网上记录了武汉的情况，《华盛顿邮报》、《福布斯》报道了武汉的情况，这是第一次在国际上出现相关报道。
国际传染病学会（ISID）主持的 ProMED 报告项目在12月30日报道了武汉的情况。
世卫组织可能也注意到了来自武汉的信息。

## 12月31日

### 首批公共信息
武汉市卫计委在其网站上发布关于该市肺炎疫情早期迹象的简报
该信息传达了警惕的印象，概述了 12 月 30 日对市立医院的命令；强调了正在进行的科学和临床调查，以及在出现肺炎症状的持续发烧时应去医院就诊；还建议公众佩戴口罩，避免去封闭的公共场所和人群密集的地方。
案件总数：27
严重案件 7
康复中：2
截至目前：无死亡病例，无医护人员受到感染，无人际传播迹象，肺炎感染原因仍在调查中
中国中央电视台等中国新闻机构地方新闻机构 (如《湖北日报》)报道了病因不明肺炎的消息。
路透社、德国之声和《南华早报》等一些国际机构也报道了此事。

### 地区间和国际应对措施
作为对武汉声明的回应，香港卫生防护中心加强了入境检查程序。他们宣布已开始在 "所有边境管制站 "采取各种 "监控措施"--包括通过热成像检查体温。